# أوليكس
تعد مجموعة أوليكس سوقًا عالميًا عبر الإنترنت (يقع مقرها في أمستردام، وتملكها مجموعة جنوب إفريقيا للإعلام والتكنولوجيا « ناسبرز»)، تأسست في عام 2006 وتعمل في 45 دولة.
مجموعة أوليكس هي منصة لبيع وشراء الخدمات والسلع مثل الإلكترونيات والموضة والأثاث والسلع المنزلية والسيارات والدراجات. في عام 2014، أفادت التقارير أن النظام الأساسي حقق 11 مليار مشاهدة للصفحة، و 200 مليون مستخدم نشط شهريًا، و 25 مليون بطاقة بيانات، و 8.5 ملايين معاملة شهريًا.
استحوذت المجموعة الإعلامية لجنوب إفريقيا ناسبرز على غالبية ملكية أسهم أوليكس في عام 2010 و 95% من الشركة في عام 2014.

## التاريخ
بدأ فابريس غريندا وأليك أوكسنفورد الشركة كبديل لـ كريجزليست للعالم خارج الولايات المتحدة.
في عام 2006، استحوذت على موقع (Mundoanuncio.com)، وهو موقع إعلانات مبوبة يستهدف السوق الإسبانية، وفي عام 2007، استثمرت في موقع الإعلانات المبوبة الصينية (Edeng.cn).
في عام 2009، دخلت الشركة في شراكة مع الشبكة الاجتماعية هاي فايف.
في عام 2010، استحوذت المجموعة الإعلامية لجنوب أفريقيا ناسبرز على غالبية الشركة. في أواخر عام 2016، أطلقت ترادوس كموقع مبوب للآلات الثقيلة.

### دول فردية
في الهند، يأتي حوالي 90% من قوائمها من الأجهزة المحمولة والإلكترونيات المستعملة، والسلع المنزلية والمنزلية المستعملة، والسيارات والدراجات المستعملة. واجهت عمليات أوليكس في الهند، مثل تجار التجزئة الآخرين عبر الإنترنت، مشاكل في الاحتيال ومع الأشخاص الذين يبيعون المركبات المسروقة، وهو أمر بذلوا جهودًا لمعالجته. يتم رفض ما يقرب من 25% من قوائم السيارات على موقعها.
في البرازيل، اجتمع أوليكس و (bomnegocio.com)، المملوك لشركة (شيبستيد) النرويجية، في عام 2014 لإنشاء موقع للإعلانات المبوبة.
في كينيا في عام 2016، استخدم المزارعون أوليكس لبيع منتجاتهم وماشيتهم، وخاصة الدجاج والماشية.
تم إطلاق أوليكس في نيجيريا في عام 2012. اشترت الشركة منافستها النيجيرية، تريدستبل. ومع ذلك، في فبراير 2018، أعلنت أوليكس إغلاق مكتبها النيجيري والانسحاب الكامل من نيجيريا.
دوبيزل دوت كوم هو موقع الإعلانات المبوبة الرائد للمستخدمين في الإمارات و‌مصر و‌البحرين و‌السعودية و‌لبنان و‌الكويت و‌عمان و‌قطر و‌باكستان. منذ إطلاقها في عام 2005 من قبل جي سي بوتلر وسيم والتي، أصبحت dubizzle.com هي المنصة رقم واحد للمستخدمين لشراء أو بيع أو العثور على أي شيء في مجتمعهم. دوبيزل هي الآن تعمل باسم شركة أوليكس.
موقع إعلانات مصنفة في الفلبين سوليت وموقع الشبكات الاجتماعية مالتبي تم تغيير علامته التجارية إلى أوليكس في 2014. أدى الاندماج في الفلبين بين أوليكس و أيوس ديتو إلى إعادة توجيه مستخدمي أيوس ديتو إلى أوليكس اعتبارًا من عام 2015. في أبريل 2019، استحوذت كاروسيل على أوليكس الفلبين بعد تلقي استثمار من ناسبرز. كما منحت الصفقة حصة أوليكس بنسبة 10% في كاروسيل.
في إندونيسيا، في مارس 2014، استحوذت أوليكس على موقع (Tokobagus.com) ككل، بما في ذلك تغيير اسمها إلى (OLX.co.id).
في أبريل 2014، تم تصنيف الإعلانات المبوبة في أوروبا الوسطى لمجموعة ناسبرز في رومانيا و‌بلغاريا و‌كازاخستان و‌بيلاروس و‌المجر و‌بولندا لتصبح العلامة التجارية أوليكس.
في سبتمبر 2014، انضم المصنف الأوكراني (Slando.ua) إلى مجموعة أوليكس.
أوقفت أوليكس عملياتها في فنزويلا في 11 سبتمبر 2018، بسبب القضايا السياسية المعقدة وعدم التعامل المجاني.

## وصلات خارجية
- الموقع الرسمي